# Прасси
Прасси (эст. Prassi) — деревня в волости Хийумаа уезда Хийумаа, Эстония. До административной реформы 2017 года входила в состав волости Эммасте.

## География и описание
Расположена в 31,5 километре к югу от уездного и волостного центра — города Кярдла. Состоит из шести индивидуальных жилых домов, находящихся на автодороге 83 «Сууремыйза — Кяйна — Эммасте». Рядом имеются одноимённые карьеры и небольшое зарастающее озеро. Высота над уровнем моря — 10 метров.

## История
Впервые упоминается в 1565 году как Брасс. В 1977—1997 годах в состав Прасси входили соседние деревни Кыммусселья и Тилга.

## Население
По переписи 2000 года в деревне Прасси проживало 8 жителей (4 мужчины, 4 женщины), все эстонцы.
По данным переписи населения 2011 года, здесь проживали 9 человек (5 мужчин, 4 женщины), все эстонцы.
По данным переписи населения 2021 года в деревне насчитывалось 7 жителей (3 мужчины, 4 женщины), все эстонцы.
Численность населения деревни Прасси по данным переписей населения:
| Год  | 1959 | 1970 | 1979 | 1989 | 2000 | 2011 | 2021 |
| ---- | ---- | ---- | ---- | ---- | ---- | ---- | ---- |
| Чел. | 11   | ↗ 13 | ↗ 55 | ↗ 56 | ↘ 8  | ↗ 9  | ↘ 7  |